# 緬甸孔雀龜
緬甸孔雀龜（Morenia ocellata），又名眼斑沼龜，是緬甸特有的一種龜。

## 分佈
只分佈在緬甸南部。

## 特徵
緬甸孔雀龜甲殼最長可生長至22厘米，雌性體型大於雄性。 脊椎和肋骨的甲板上有眼狀的斑，淺棕色深褐色的斑點亦圍繞著盾甲生長。眼狀斑點可能會隨年齡增長而減退。底甲呈白色而淺橙黃色。
頭部細小，嘴部不突出。皮膚顏色是棕色和綠色，白色的條紋從頭部伸延至頸部。
幼龜甲板後部邊緣有些尖銳的鋸齒形，甲板邊緣會隨著年齡的增長而變得光滑。

## 生境
緬甸孔雀龜棲息於小河流、湖泊、濕地、水道或三角洲。不喜歡生活在水流強的地方，並喜歡享受日光浴。
素食性，以植物為食，多數吃水生植物和藻類等。卵生形式繁殖。

## 保育現況
在原生地有時也會成為食物。由於過度捕撈，族群數量有下降趨勢。而緬甸孔雀龜已被瀕危野生動植物種國際貿易公約中被列為附錄I的物種。